# NHL 2K系列
NHL 2K是由2K Sports制作的冰球模拟游戏系列。游戏在Dreamcast、PlayStation 2、GameCube、Xbox、iPhone、Xbox 360、PlayStation 3和Wii等平台发行。自2010年发行《NHL 2K11》之后，系列处于停止状态。
NHL 2K系列首作是2000年2月7日发行的Dreamcast游戏《NHL 2K》。